# 後三年合戦金沢資料館
後三年合戦金沢資料館（ごさんねんかっせん かねざわしりょうかん）は、秋田県横手市金沢中野にある、1083年（永保3年）から1089年（寛治元年）にかけて奥羽地方で起きた内乱・後三年の役に関する歴史博物館。

## 概要
横手市最北部の金沢地区に所在し、後三年の役（後三年合戦とも）に関連した文化財や資料を収集・展示することを目的に設置されている。1991年（平成3年）8月7日に開館。敷地は東京に住む秋田出身の人物によって無償で貸与されたもので、そこに横手市が総事業費約7,200万円をかけて当館を建設した。
建物は平屋だが、三重塔をモチーフにした外観となっている。館内は展示室、収蔵室などで構成される。

## 所蔵資料

### 考古資料
- 県指定有形文化財
  - 銅製経筒
  - 骨壺
  - 古鏡蓋付陶製経壺
- 大鳥井山遺跡（国指定史跡）、金沢城跡や金沢柵から出土したもの
  - かわらけ
  - 輸入陶磁器

### 絵巻
- 後三年合戦絵詞 - 文人の戎谷南山が当時の帝室博物館に通って模写したもの
- 改訂補遺奥州後三年合戦絵詞
- 前九年合戦絵巻

### 工芸
いずれも金澤八幡宮から寄託を受けたもの。
- 甲冑などの武具類 - 佐竹義重のもの
- 社宝 - 神事の際に使用されたもの

### その他
- 金沢柵の縄張図・実測図
- 大般若波羅蜜多経

## 開館時間・入館料
- 開館時間：9:00 - 17:00

年末年始（12月29日 - 1月3日）と月曜日は休館日となっている。入館には100円がかかる（中学生以下は無料）。入館の際に発行される券は、横手市観光文化施設である4館（当館・かまくら館内ファンスタジックギャラリー・石坂洋次郎文学記念館・横手公園展望台）共通で使用することができる。

## アクセス
自動車
E47 秋田自動車道 / E13 東北中央自動車道 横手ICから約15分
E47 秋田自動車道 横手北スマートICから約15分
路線バス
横手バスターミナル（横手駅近く）または大曲バスターミナル（大曲駅近く）から羽後交通 横手・大曲線に乗車、金沢公園前停留所下車、徒歩3分
鉄道
東日本旅客鉄道（JR東日本）奥羽本線 後三年駅からタクシーで15分

## 周辺
- 国道13号
- 金澤八幡宮（金沢柵跡、金沢公園）
- 金沢孔城館
- 道の駅美郷
- 平安の風わたる公園